# Luca Kunszabo
Luca Kunszabo (ur. 13 maja 1996) – rumuński judoka. Uczestnik mistrzostw świata w 2017. Startował w Pucharze Świata w latach 2017-2022. Brązowy medalista igrzysk frankofońskich w 2017. Trzeci na ME kadetów w 2013. Mistrz Rumunii w 2021 roku.